# Saastna laht
Saastna laht ist eine Bucht in der Landgemeinde Saaremaa im Kreis Saare auf der größten estnischen Insel Saaremaa.  Sie liegt im Naturschutzgebiet Kahtla-Kübassaare hoiuala. Der Norden der Bucht wird als Kolli laht und der Süden als Määnamaa laht bezeichnet.
In der Bucht liegen die Inseln Kivinasu
Kullikare, 
Latikalaid,
Ramspilaid, 
Suur Viirelaid, 
Tõllaskivi nasu, 
Tõõdilaid, 
Ussipea, 
Väike Lembrilaid
Väike Viirelaid und
Virmalaid.
Die Bucht ist 3,8 Kilometer breit und schneidet sich 1,9 Kilometer tief ins Land ein.